# Александар Бурсаћ
Александар Бурсаћ (Рума, 19. март 1995) српски је кошаркаш. Игра на позицији крилног центра, а тренутно наступа за Крку.

## Каријера

### Клупска
Бурсаћ је у млађим категоријама играо за Вршац, а у дресу тог клуба је током сезоне 2012/13. започео и сениорску каријеру. У сезони 2013/14. био је играч Војводине, а у наредној је бранио боје Војводине Србијагас. У септембру 2015. потписао је уговор са ФМП-ом, у коме се задржао пуне четири сезоне. Током сезоне 2019/20. није играо ни за један клуб. У јулу 2020. потписао је за Задар, чији дрес је носио две сезоне. У септембру 2022. пронашао је једномесечни ангажман у Ђирони, за коју је одиграо четири утакмице. Уследио је двонедељни боравак у Манреси, чије боје је бранио на само једној утакмици. За МЗТ из Скопља потписао је 21. новембра 2022. године. У овом македонском клубу задржао се до краја сезоне 2022/23. и помогао му је да освоји национално првенство. У Морнар из Бара дошао је крајем новембра 2023. године. По завршетку тог ангажмана посветио се игрању кошарке 3x3. Кошарци 5 на 5 вратио се у фебруару 2025, када је договорио сарадњу са Крком.

### Репрезентативна
Бурсаћ је са младом репрезентацијом Србије освојио златну медаљу на Европском првенству 2015. године.

## Успеси

### Клупски
- Задар:
  - Првенство Хрватске (1): 2020/21.
  - Куп Хрватске (1): 2021.

- МЗТ Скопље:
  - Првенство Македоније (1): 2022/23.

### Репрезентативни
- Европско првенство до 20 година:  2015.